# Prosadenoporus arenarius
Prosadenoporus arenarius är en djurart som tillhör fylumet slemmaskar, och som beskrevs av Heinrich Bürger 1890. Prosadenoporus arenarius ingår i släktet Prosadenoporus och familjen Prosorhochmidae. Inga underarter finns listade i Catalogue of Life.